# Beachy Head

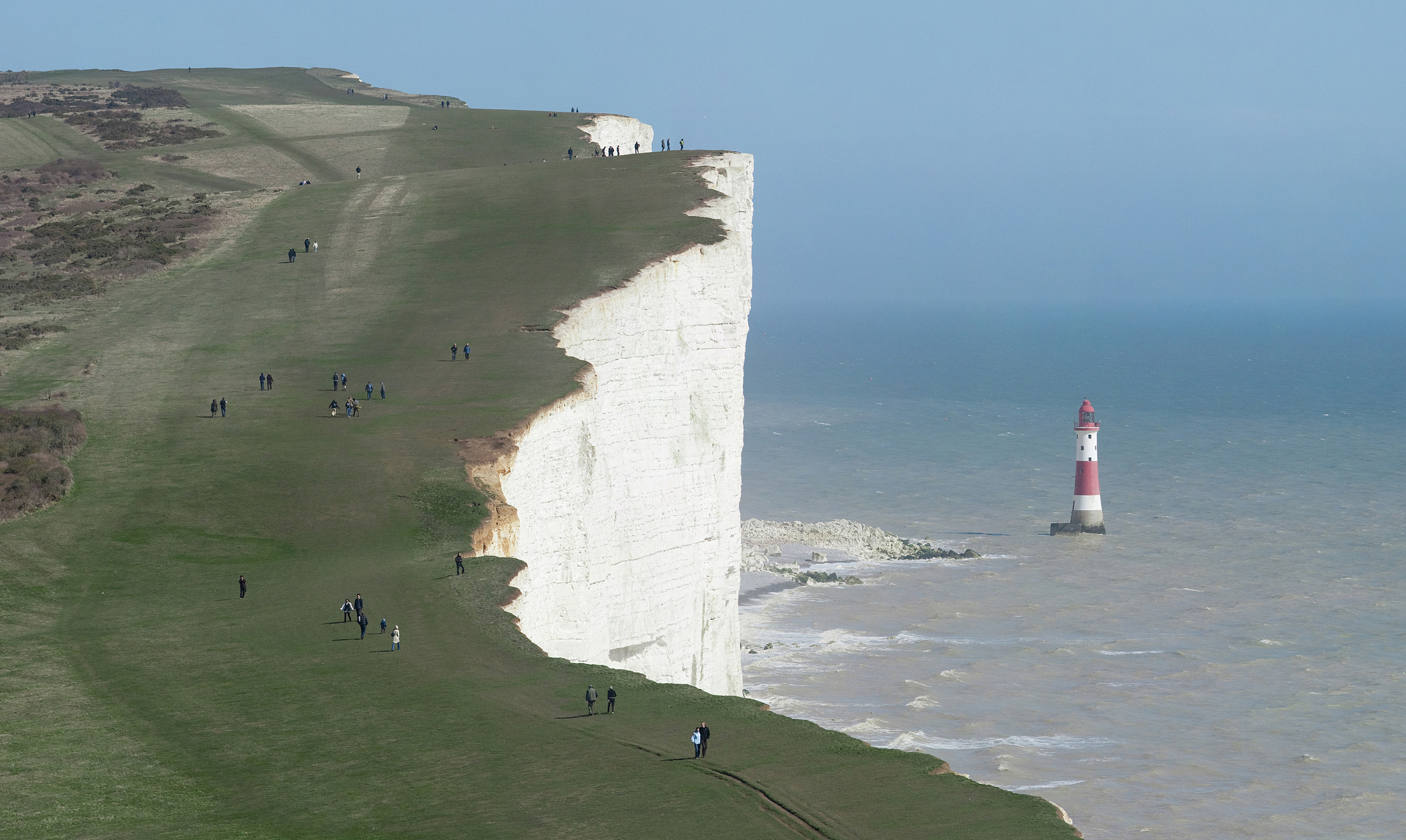
Beachy Head mit Leuchtturm

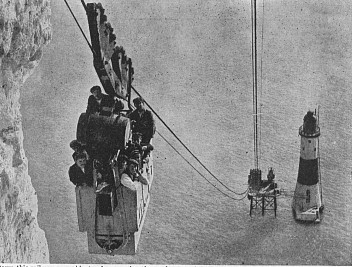
Bau des Leuchtturms: Die Seilbahn brachte Arbeiter und Baumaterial auf eine eiserne Bauplattform neben dem Leuchtturm

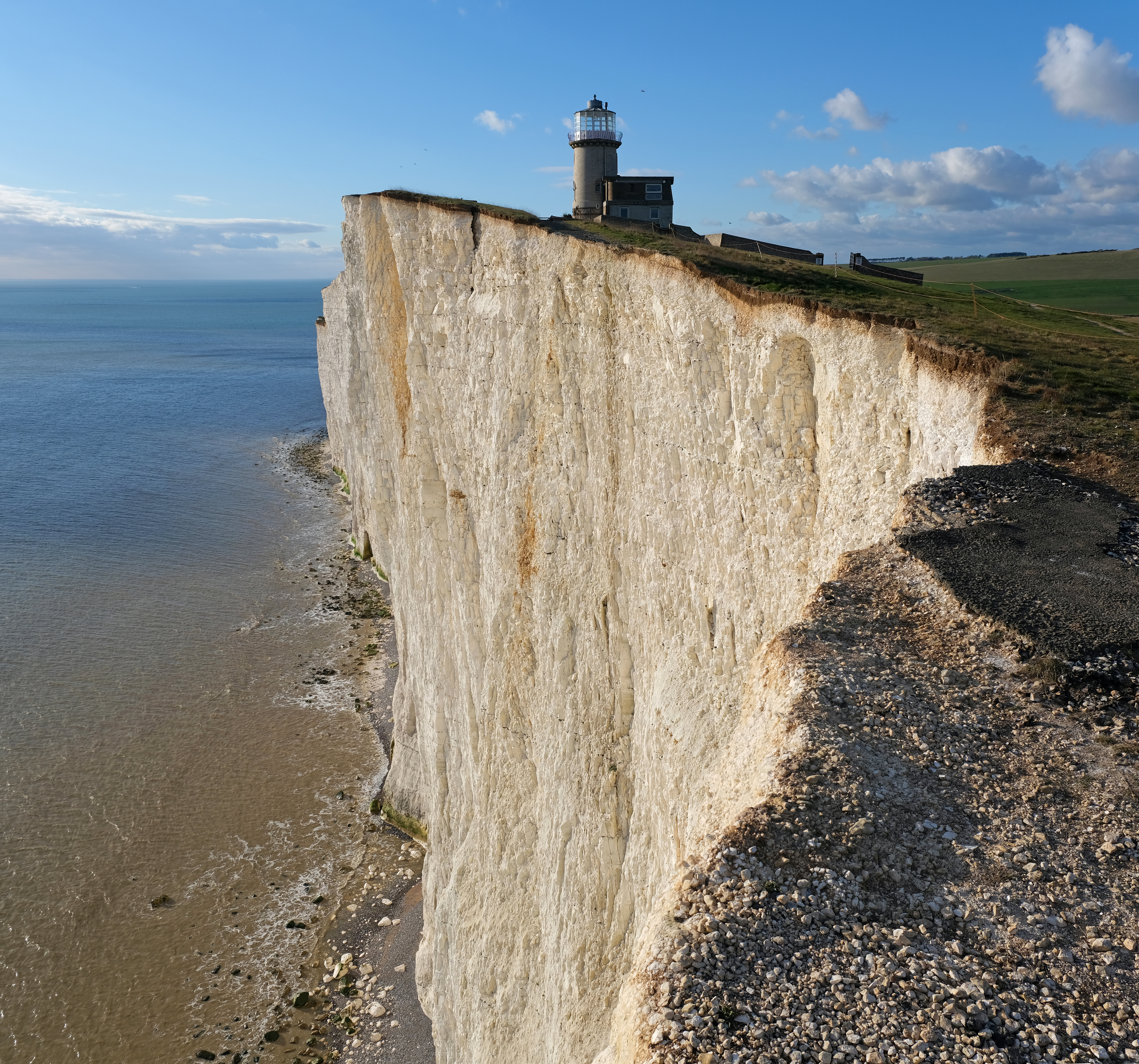
Belle Tout Lighthouse, ca. 2 km westlich des Beachy Head

Beachy Head ist eine Landspitze an der englischen Südküste in der Nähe der Stadt Eastbourne in East Sussex.  Der Kreidefelsen, Teil der South Downs, ist mit 162 m über dem Meeresspiegel der höchste in Großbritannien. Ihm schließen sich die Seven Sisters genannten sieben weiteren Kreideklippen an.
Der Name hat nichts mit englisch beach („Strand“) zu tun. Die Klippe wurde 1274 mit französisch Beauchef („schönes Kap“), 1317 mit Beauchief und ab 1724 mit Beachy Head bezeichnet. 
Die gute Sichtbarkeit von Beachy Head vom Meer macht ihn zu einer Landmarke für Schiffe auf dem Ärmelkanal. Gleichzeitig stellte der Felsen eine Gefahr für die Schifffahrt dar. 1831 begann man deshalb einen ersten Leuchtturm, das sogenannte Belle Tout Lighthouse, auf einer Klippe knapp zwei Kilometer weiter westlich zu errichten. Der Leuchtturm wurde 1834 in Betrieb genommen. Da er bei Dunst und niedrigen Wolken schlecht zu sehen war, wurde ein neuer, 43 m hoher Leuchtturm im Meer vor Beachy Head gebaut, der im Oktober 1902 fertiggestellt wurde. Sein Licht ist bis in eine Entfernung von 26 Seemeilen (48 km) sichtbar. Das Belle Tout Lighthouse wurde außer Dienst gestellt und wird seitdem privat genutzt. Es musste wegen der Erosion des Felsens 1999 etwa 17 m landeinwärts verschoben werden. 

## Verschiedenes
- Der Felsen ist berüchtigt, weil er oft zum Suizid dient. Ein chaplaincy team („Seelsorger-Team“) hält sich tagsüber und abends durchgehend hier auf, um potentielle Selbstmörder zurückzuhalten und zu betreuen.
- Die Seeschlacht von Beachy Head 1690 war eine Seeschlacht im Krieg der Großen Allianz gegen Frankreich.
- Die britische Industrial-Band Throbbing Gristle nahmen ihr Cover zu ihrem Album 20 Jazz Funk Greats auf Beachy Head auf.
- Die Asche von Friedrich Engels wurde auf seinen Wunsch im Herbst 1895 vor Beachy Head im Meer verstreut.
- Einige Szenen der britischen Fernsehserie Nummer 6 (The Prisoner) wurden an diesem Küstenabschnitt gedreht, der Leuchtturm stellte in der Episode --3-2-1-0 eine Rakete dar.
- In der Schlusssequenz des Films Quadrophenia fährt der Protagonist mit seinem Motorroller auf den Klippenrand zu.